# NV1
Nvidia NV1, fabriquée par SGS-THOMSON Microelectronics (nom de modèle STG2000) est une carte multimédia PCI sortie en 1995 et vendue par des tiers comme Diamond avec sa Diamond Edge 3D. Elle utilise un cœur graphique 2D/3D basé sur le mappage de texture quadratique, avec de la mémoire VRAM ou FPM DRAM, une carte son à 32 voies en sorties 350 MIPS et des ports manette compatible Sega Saturn. Elle était destinée à remplacer les cartes vidéo 2D, les cartes son compatible Sound Blaster et les ports joystick 15 broches, tous fortement répandus à l'époque sur les IBM PC et compatibles.

## Histoire
Plusieurs jeux Sega Saturn ont été portés sur PC en supportant la NV1 comme Panzer Dragoon et Virtua Fighter Remix. Cependant, la NV1 s'est retrouvée face à un marché rempli de standards propriétaires concurrents déjà bien établis, et a été marginalisée par les nouveaux accélérateurs 2D/3D utlilisant des polygones triangulaires tels que la S3 Graphics ViRGE à bat coût, la Matrox Mystique, l'ATI Rage, et la Rendition Vérité V1000 parmi les premiers arrivants. Finalement, elle ne se vendit pas bien, en dépit d'être une carte prometteuse et intéressante.

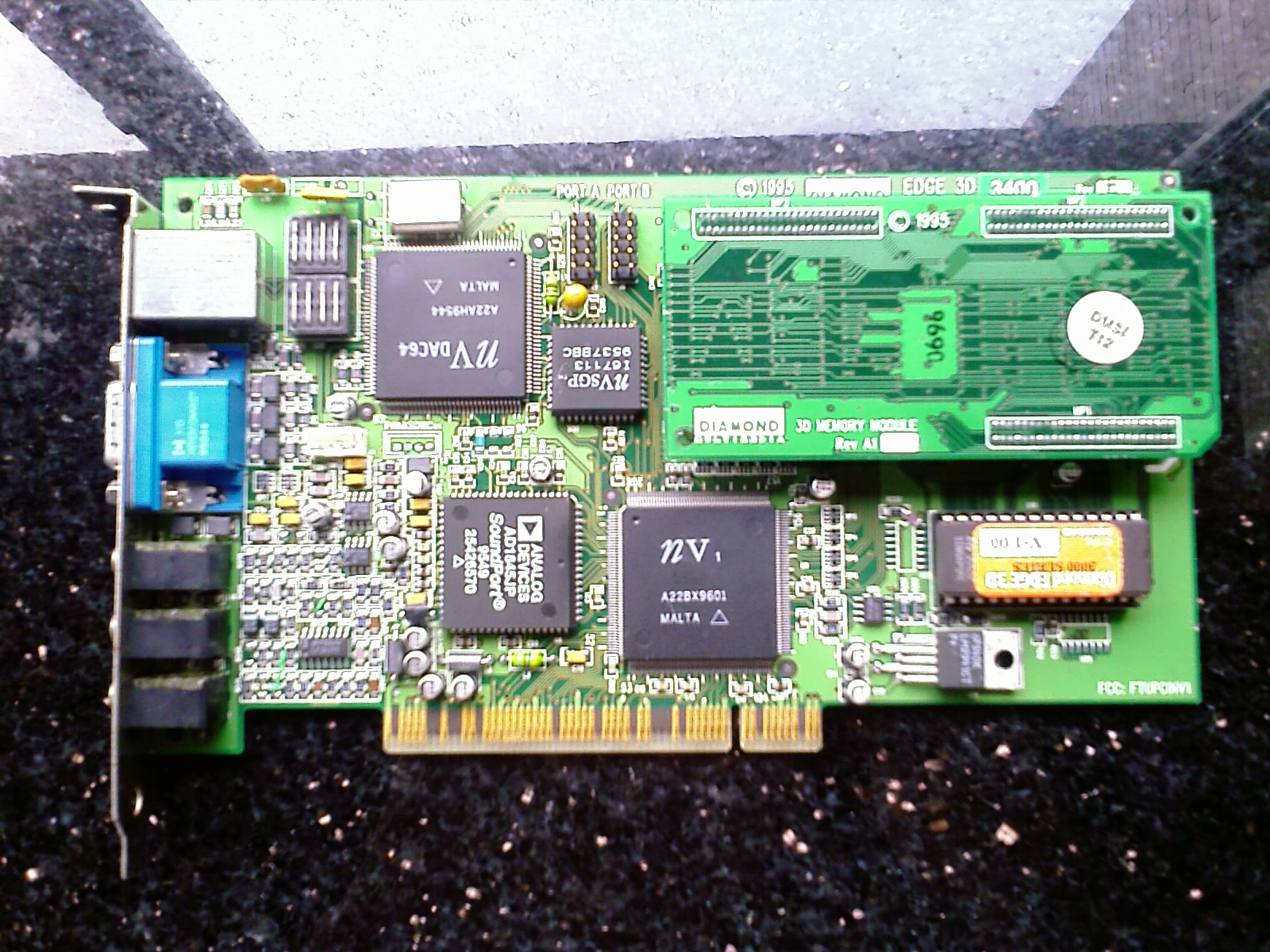
Diamond EDGE 3D 3400

Le plus gros problème initial de la NV1 était son coût et sa qualité. Bien qu'elle offrait des performances 3D crédibles, l'utilisation des surfaces quadratiques n'avait rien de populaire, et était tout à fait différent des techniques traditionnelles. La partie audio de la carte était de qualité douteuse, recevant des notes juste acceptables par les critiques, le General MIDI étant jugé au mieux très moyen (une composante essentielle à l'époque à cause de l'excellente qualité du son produit par les concurrents). La console Saturn de Sega était un échec commercial par rapport à la PlayStation de Sony ou encore la précédente console de Sega : la Mega Drive, et donc l'atout de supporter ces manettes de jeu fût d'un intérêt limité. En intégrant l'ensemble de ces composants normalement vendus séparément, Nvidia a considérablement augmenté les coûts, bien au-dessus de ce qu'ils auraient été si la carte avait été conçue uniquement pour l'accélération 3D.
À l'époque où la NV1 fût lancée, la transition des systèmes utilisant des bus VLB/ISA (486) vers le PCI (Pentiums et les dernières cartes mères de 486) s'opérait, et les jeux utilisaient souvent le MIDI pour la musique parce que les PCs étaient encore souvent inaptes à retranscrire de la musique enregistrée numériquement, à cause des supports de stockage en vogue à l'époque et des limitations de puissance. Pour atteindre les meilleures capacités audio pour la musique et le son, en gardant une bonne flexibilité avec les normes audio sous MS-DOS, il fallait souvent posséder deux cartes son, ou bien une carte son avec un connecteur d'extension pour y installer une carte d'extension MIDI. En outre, la qualité et la vitesse en 2D de la NV1 n'arrivait pas à la vitesse de la plupart des cartes concurrentes haut de gamme, facteur critique pour les jeux DOS. Beaucoup d'utilisateurs furent réticents à modifier leur configuration avec une nouvelle carte tout-en-un très coûteuse. C'est donc à cause de ces inconvénients que la NV1 eut autant de mal à se vendre.

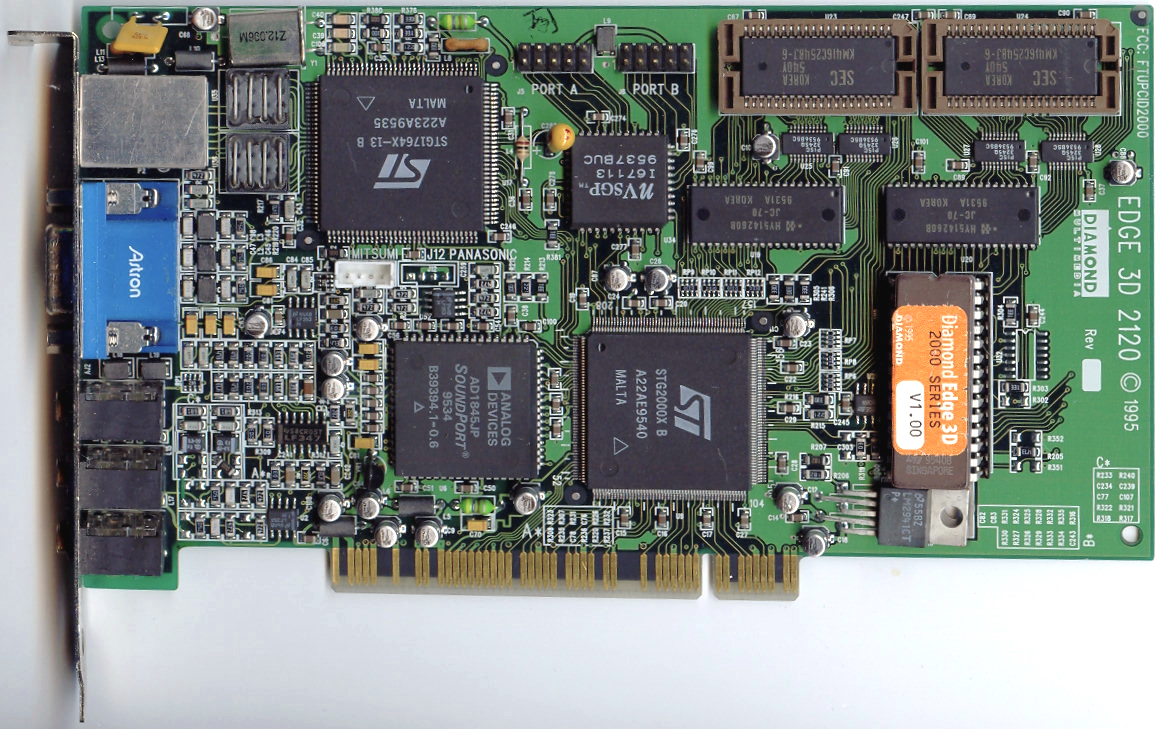
Diamond EDGE 3D 2120

L'intérêt du marché pour le produit pris rapidement fin lorsque Microsoft annonça DirectX, utilisant des triangles pour le rendu 3D. La sortie de cette API de Microsoft largement approuvée par les acteurs du marché, qui était généralement incompatible avec la NV1, finit d'anéantir tous les espoirs de leadership sur le marché pour Nvidia. Même si les démos techniques de sphères utilisant le rendu quadratique étaient convaincantes, l'expérience prouva que travailler avec le rendu de textures quadratique était extrêmement difficile, et ceci même avec du calcul de simple routines. Nvidia a réussi à concevoir un support limité de Direct3D mais cette solution était lente, mal optimisée (basée sur un rendu logiciel), et ne correspondait pas avec le rendu natif utilisant des polygones triangulaires comme les autres cartes sur le marché.
Le développement de cette technologie basée sur le rendu de texture quadratique au sein du NV1 fut poursuivi pour la génération suivante, NV2.

## Jeux 3D supportant la NV1
- Battle Arena Toshinden
- Descent: Destination Saturn
- NASCAR Racing
- Panzer Dragoon
- Virtua Fighter Remix
- Virtua Cop

## Modèles connus

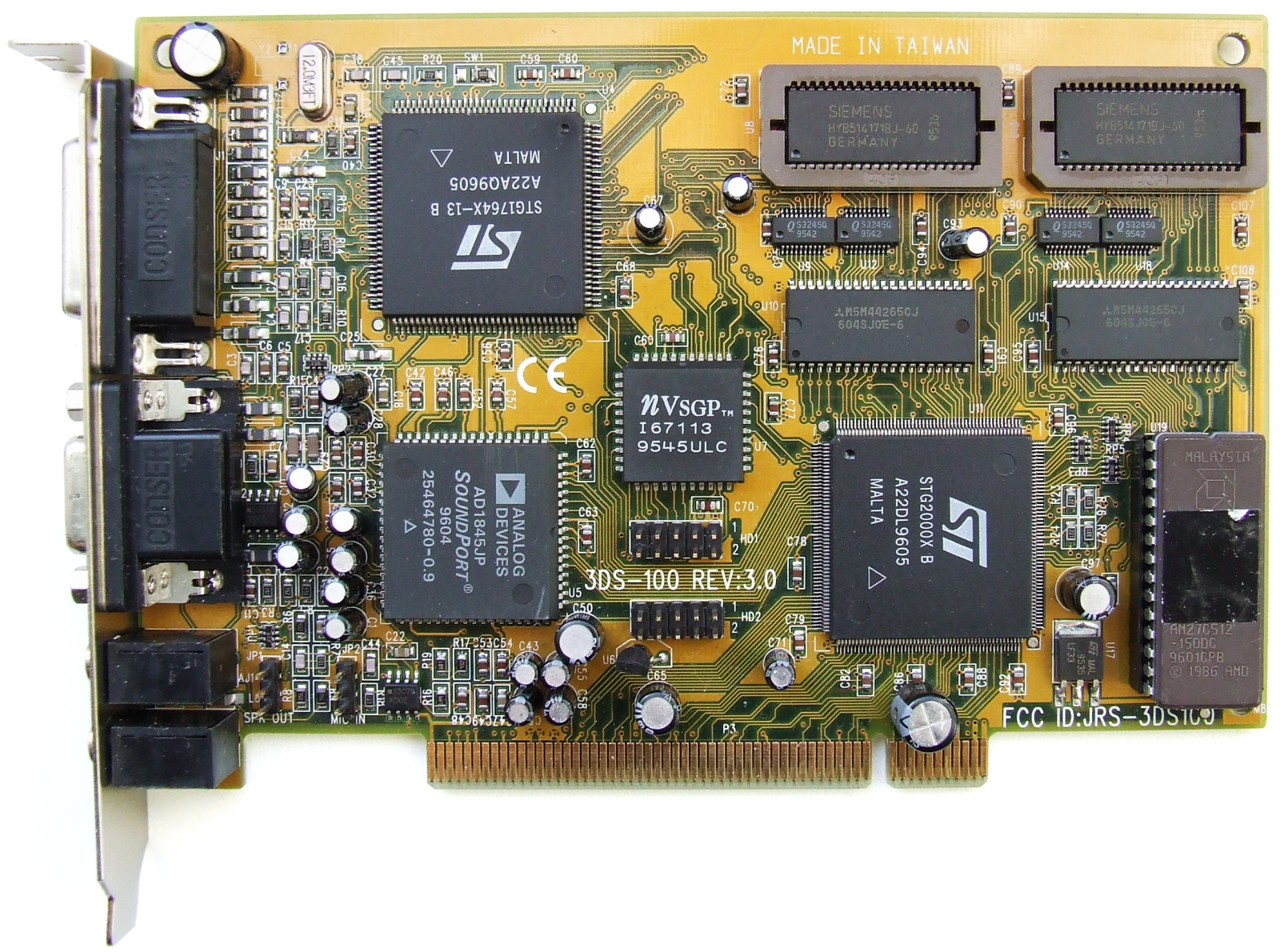
YUAN 3DS-100

- Aztech
  - 3D Galaxy
- Core-Dynamics
  - DynaGraFx 3-D
- Diamond Multimedia
  - EDGE 3D 2120
  - EDGE 3D 2200
  - EDGE 3D 3240
  - EDGE 3D 3400
- Focus TNC
  - Modèle inconnu
- Genoa Systems
  - Stratos 3D
- Jazz Multimedia
  - 3D Magic
- Kasan Electronics
  - WinX 3D
- Leadtek
  - WinFast Proview 3D GD400
  - WinFast Proview 3D GD500
- MediaForte
  - Videoforte VF64-3DG-01
  - Videoforte VF64-3DG-02
- YUAN
  -   JRS-3DS100